# Кенадид, Али Юсуф
Али Юсуф Кенадид (сомал. Cali Yuusuf Keenadiid) — второй султан Султаната Хобьо.

## История
Али Юсуф был представителем сомалийского клана Ма-джертин/Дарод. Его отец, султан Юсуф Али Кенадид, был основателем Султаната Хобьо, который располагался в северо-восточной и центральной частях современного Сомали.
Стремясь расширить свои собственные территории, Кенадид в конце 1888 года заключил договор с итальянцами, сделав его султанат протекторатом Италии в обмен на военную помощь. При этом Италия не могла вмешиваться во внутреннюю политику султаната.
Однако отношения между султанатом и Италией через некоторое время испортились, когда Али Кенадид, к тому времени уже бывший султаном, отказался от требования итальянцев разрешить британскому контингенту разместиться на своей территории с целью уничтожить предводителя дервишей Мохаммеда Хасана, возглавлявшего национальное восстание в Британском Сомалиленде. После этого случая султан Кенадид вместе со своим сыном в конечном счёте был сослан в Аден в Йемене, а затем в Эритрею.